# Заходи адміністративного припинення
За́ходи адміністрати́вного припи́нення — примусове припинення діянь, які містять у собі ознаки адміністративного порушення (у виняткових випадках — і злочину), яке має на меті припинення неправомірних дій порушника, встановлення його особи, застосування до порушника адміністративного стягнення, а також недопущення шкідливих наслідків і яке застосовується у випадках, коли застосування заходів адміністративного попередження є неефективним.

## Ознаки заходів адміністративного припинення
- Застосування заходів адміністративного припинення пов'язане з реальною протиправною поведінкою, а не з метою попередження.
- Заходи адміністративного припинення застосовуються невідкладно після виявлення правопорушення
- Мають визначену мету застосування.

## Мета застосування заходів адміністративного припинення
Метою застосування даних заходів є:
- припинення протиправних діянь (як адміністративних правопорушень, так і злочинів)
- запобігання вчиненню подальших протиправних діянь
- забезпечення подальшого притягнення правопорушника до адміністративної чи кримінальної відповідальності
- усунення шкідливих наслідків, які настали через протиправне діяння
- відновлення стану, який був до вчинення правопорушення

## Класифікація заходів адміністративного припинення
Залежно від сфери застосування заходи адміністративного правопорушення поділяються на заходи адміністративного припинення загального призначення та заходи адміністративного припинення спеціального призначення.

### Заходи адміністративного припинення загального призначення
Заходи адміністративного припинення загального призначення поділяються на самостійні (оперативні — ті, застосування яких забезпечує оперативне вирішення і допоміжні (тобто, ті, які спрямовані на забезпечення всіх необхідних умов для притягнення порушника до відповідальності). До самостійних заходів належать:
- вимога припинити протиправну поведінку
- приві́д осіб, які ухиляються від явки до державних органів та установ
- адміністративне затримання, не пов'язане з провадженням в справах про адміністративні правопорушення
- взяття на облік та застереження про неприпустимість протиправної поведінки — щодо осіб, які систематично порушують громадський порядок, якщо ці порушення не тягнуть за собою юридичної відповідальності
- зупинка транспортного засобу
- взяття зразків товару для проведення експертизи
- виселення в адміністративному порядку осіб, які самовільно зайняли житлове приміщення
- заборона або зупинка певних робіт або експлуатації певних об'єктів

До допоміжних заходів належать:
- доставлення порушника до дільничного пункту поліції
- адміністративне затримання (обмеження свободи дій і пересування порушника — на основі статей 261—263 КУпАП)
- огляд речей, особистий огляд
- вилучення речей і документів, які стали предметом правопорушення або можуть бути доказами по справі
- відсторонення водіїв від керування транспортним засобом та огляд водіїв на стан сп'яніння.

### Заходи адміністративного припинення спеціального призначення
До цієї категорії заходів адміністративного припинення належать заходи, процедура застосування яких відрізняється певною специфікою, зокрема, ці заходи направлені безпосередньо на порушника, на заподіяння йому шкоди (аж до позбавлення життя). Особливостями цих заходів є екстраординарний характер, попередження про намір застосувати захід спеціального призначення перед тим, як зробити це, застосування даних заходів переважно спеціалізованими службами, застосування лише в разі, коли інші заходи адміністративного примусу неефективні. До таких заходів адміністративного припинення належать:
- заходи фізичного впливу (зокрема, види єдиноборств)
- спеціальні засоби (зокрема, газові балончики, гранати, наручники тощо)
- застосування вогнепальної зброї (її можуть застосовувати лише спеціалізовані особи в чітко визначених випадках)